# Psychotria patens
Psychotria patens är en måreväxtart som beskrevs av Olof Swartz. Psychotria patens ingår i släktet Psychotria och familjen måreväxter. Inga underarter finns listade i Catalogue of Life.